# Lynga kvarn och Sandslätt
Lynga kvarn och Sandslätt var en av SCB avgränsad och namnsatt småort i Halmstads kommun, Hallands län. Den har tidigare kallats Lynga kvarn och del av Haverdal av SCB. Småorten omfattade bebyggelse i Bostadsområdet Lyngå kvarn och i den sydöstra delen av Sandslätt sydost om Haverdal och söder och sydväst om Haverdals golfbana i Harplinge socken. Bebyggelsen växte 2015 samman med tätorten Haverdal.